# Belgia na Mistrzostwach Świata w Lekkoatletyce 2015
Belgia na Mistrzostwach Świata w Lekkoatletyce 2015 – reprezentacja Belgii podczas Mistrzostw Świata w Pekinie liczyła 19 zawodników, z których jeden zdobył srebrny medal.

## Występy reprezentantów Belgii

### Mężczyźni

#### Konkurencje biegowe
| Konkurencja                   | Zawodnik                                                                          | Runda 1      | Runda 1 | Półfinał   | Półfinał | Finał    | Finał   |
| Konkurencja                   | Zawodnik                                                                          | Rezultat     | Pozycja | Rezultat   | Pozycja  | Rezultat | Pozycja |
| ----------------------------- | --------------------------------------------------------------------------------- | ------------ | ------- | ---------- | -------- | -------- | ------- |
| Bieg na 400 m                 | Jonathan Borlée                                                                   | 44,67 (SB)   | 13. Q   | 44,34 (SB) | 5.       | NQ       | NQ      |
| Bieg na 400 m                 | Kévin Borlée                                                                      | 45,01 (SB)   | 19. Q   | 44,85      | 14.      | NQ       | NQ      |
| Bieg na 1500 m                | Pieter-Jan Hannes                                                                 | 3:39,31      | 14. Q   | 3:44,38    | 20.      | NQ       | NQ      |
| Bieg na 5000 m                | Bashir Abdi                                                                       | DNS          | DNS     | —          | —        | NQ       | NQ      |
| Bieg na 10 000 m              | Bashir Abdi                                                                       | —            | —       | —          | —        | DNF      | DNF     |
| Maraton                       | Abdelhadi El Hachimi                                                              | —            | —       | —          | —        | 2:17:41  | 16.     |
| Bieg na 400 m przez płotki    | Michaël Bultheel                                                                  | 49,38        | 22. q   | 49,66      | 22.      | NQ       | NQ      |
| Bieg na 3000 m z przeszkodami | Jeroen D'hoedt                                                                    | DNS          | DNS     | —          | —        | NQ       | NQ      |
| Sztafeta 4 × 400 m            | Jonathan Borlée Robin Vanderbemden Kévin Borlée Antoine Gillet Dylan Borlée (el.) | 2:59,28 (NR) | 5. Q    | —          | —        | 3:00,25  | 5.      |

#### Konkurencje techniczne
| Konkurencja   | Zawodnik       | Eliminacje | Eliminacje | Finał      | Finał   |
| Konkurencja   | Zawodnik       | Rezultat   | Pozycja    | Rezultat   | Pozycja |
| ------------- | -------------- | ---------- | ---------- | ---------- | ------- |
| Skok o tyczce | Arnaud Art     | 5,40       | 31.        | NQ         | NQ      |
| Rzut dyskiem  | Philip Milanov | 63,85      | 8. q       | 66,90 (NR) | srebro  |

| Dziesięciobój    | Dziesięciobój       | Dziesięciobój | Dziesięciobój | Dziesięciobój |
| Zawodnik         | Konkurencja         | Wynik         | Punkty        | Pozycja       |
| ---------------- | ------------------- | ------------- | ------------- | ------------- |
| Niels Pittomvils | Bieg na 100 m       | 11,39         | 776           | 26.           |
| Niels Pittomvils | Skok w dal          | 6,86          | 781           | 26.           |
| Niels Pittomvils | Pchnięcie kulą      | 12,77         | 653           | 26.           |
| Niels Pittomvils | Skok wzwyż          | 1,92          | 731           | 25.           |
| Niels Pittomvils | Bieg na 400 m       | 49,45 (SB)    | 840           | 18.           |
| Niels Pittomvils | Bieg na 110 m p.pł. | 15,09         | 839           | 20.           |
| Niels Pittomvils | Rzut dyskiem        | 39,90         | 663           | 21.           |
| Niels Pittomvils | Skok o tyczce       | NM            | 0             |               |
| Niels Pittomvils | Rzut oszczepem      | 52,96         | 633           | 21.           |
| Niels Pittomvils | Bieg na 1500 m      | 4:27,40 (PB)  | 762           | 7.            |
| Razem            | Razem               | Razem         | 6678          | 22.           |

| Dziesięciobój           | Dziesięciobój       | Dziesięciobój | Dziesięciobój | Dziesięciobój |
| Zawodnik                | Konkurencja         | Wynik         | Punkty        | Pozycja       |
| ----------------------- | ------------------- | ------------- | ------------- | ------------- |
| Thomas Van der Plaetsen | Bieg na 100 m       | 11,44         | 765           | 27.           |
| Thomas Van der Plaetsen | Skok w dal          | 7,42 (SB)     | 915           | 12.           |
| Thomas Van der Plaetsen | Pchnięcie kulą      | 13,83 (SB)    | 925           | 1.            |
| Thomas Van der Plaetsen | Skok wzwyż          | 2,13 (SB)     | 840           | 11.           |
| Thomas Van der Plaetsen | Bieg na 400 m       | 50,28 (SB)    | 802           | 24.           |
| Thomas Van der Plaetsen | Bieg na 110 m p.pł. | 14,76         | 879           | 16.           |
| Thomas Van der Plaetsen | Rzut dyskiem        | 43,01 (SB)    | 726           | 12.           |
| Thomas Van der Plaetsen | Skok o tyczce       | 5,30 (SB)     | 1004          | 1.            |
| Thomas Van der Plaetsen | Rzut oszczepem      | 55,23         | 666           | 16.           |
| Thomas Van der Plaetsen | Bieg na 1500 m      | 4:47,38 (SB)  | 635           | 20.           |
| Razem                   | Razem               | Razem         | 8035 (SB)     | 14.           |

### Kobiety

#### Konkurencje biegowe
| Konkurencja                | Zawodniczka     | Runda 1    | Runda 1 | Półfinał   | Półfinał | Finał         | Finał   |
| Konkurencja                | Zawodniczka     | Rezultat   | Pozycja | Rezultat   | Pozycja  | Rezultat      | Pozycja |
| -------------------------- | --------------- | ---------- | ------- | ---------- | -------- | ------------- | ------- |
| Bieg na 200 m              | Cynthia Bolingo | 23,45      | 43.     | NQ         | NQ       | NQ            | NQ      |
| Bieg na 10 000 m           | Almensch Belete | —          | —       | —          | —        | 32:47:62 (SB) | 21.     |
| Bieg na 100 m przez płotki | Anne Zagré      | 12,90      | 11. Q   | 12,88      | 11.      | NQ            | NQ      |
| Bieg na 400 m przez płotki | Axelle Dauwens  | 55,84 (SB) | 16. q   | 55,82 (SB) | 12.      | NQ            | NQ      |

#### Konkurencje techniczne
| Siedmiobój       | Siedmiobój         | Siedmiobój | Siedmiobój | Siedmiobój |
| Zawodniczka      | Konkurencja        | Wynik      | Punkty     | Pozycja    |
| ---------------- | ------------------ | ---------- | ---------- | ---------- |
| Nafissatou Thiam | Bieg na 100 m p.pł | 13,83      | 1003       | 22.        |
| Nafissatou Thiam | Skok wzwyż         | 1,86       | 1054       | 8.         |
| Nafissatou Thiam | Pchnięcie kulą     | 15,24 (PB) | 877        | 1.         |
| Nafissatou Thiam | Bieg na 200 m      | 25,28      | 861        | 27.        |
| Nafissatou Thiam | Skok w dal         | 6,14       | 893        | 14.        |
| Nafissatou Thiam | Rzut oszczepem     | 49,31      | 847        | 6.         |
| Nafissatou Thiam | Bieg na 800 m      | 2:24,55    | 763        | 26.        |
| Razem            | Razem              | Razem      | 6298       | 11.        |